# 第一代呂訥公爵夏爾·達爾貝
夏尔·德·阿爾貝，呂伊內公爵（Charles d'Albert, Duc de Luynes，法語發音：[ʃaʁl dalbɛʁ dyk də lɥin]；1578年8月5日—1621年12月15日），是一名法國朝臣，法王路易十三親政後提拔的首席大臣，直到他在1621年權勢最高峰死去之前，更兼任著「法國王室統帥」。

## 生平
呂伊內在1578年生於聖心橋，很早就與法王亨利四世的太子（路易十三）相友善。由於他擅長將狩獵用的猛禽調教訓練成打獵好幫手，在路易十三登基後深得酷愛打獵的法王歡心，先後被任命為羅浮宮的侍衛長、國務參事（1615年）、常任宮內侍從隊長、王室狩獵總管（1616年）和情報主管。
呂伊內嫉妒當時首相康西诺·孔奇尼（王太后玛丽·德·美第奇的最高寵臣）的權勢，於是挑起了年幼國王路易十三对孔奇尼的憎恨敵意。於是在1617年路易十三下令暗殺孔奇尼、推翻這位專橫跋扈的首相過程中，呂伊內扮演了核心角色。事後路易將母親送至布羅瓦、遠離王宮權力核心。
呂伊內在孔奇尼死後及取而代之成為首席大臣，還兼任王室統帥、法蘭西島、皮卡迪的總督，並正式從阿爾貝侯爵提升為呂伊內公爵，又在1621年兼任宮廷總管，但政績乏善可陳兼貪婪私利，民怨又起。
他掌權時向反叛的胡格諾宣戰，以強化中央集權，並隨國王出征南方。但他並無軍事才能，在蒙托邦吃了敗仗。這時他遭到所有人嫉恨，而國王也對他日益反感而持續失寵；他在此時突染熱病，躺在病床幾天後就在1621年12月15日病死於隆格維爾。